# Campionati statunitensi di ginnastica artistica 1997
I John Hancock U.S. Gymnastics Championships sono la 35ª edizione dei Campionati statunitensi di ginnastica artistica. Si svolgono alla McNichols Sports Arena di Denver dal 13 al 16 agosto 1997.

## Accesso alla squadra mondiale
Nelle categorie senior femminili e maschili, i primi 6 classificati vengono automaticamente selezionati per gareggiare ai Mondiali 1997 di Losanna, Svizzera. Nella categoria senior femminile, a causa di una modifica nelle regole della FIG (aumento di un anno dell'età minima consentita, da 15 a 16 anni) svariate ginnaste piazzatesi nella top 6 non riescono ad entrare in squadra.

## Programma
Tutti gli orari sono in UTC-7.
| Giorno    | Ora   | Gara                             |
| --------- | ----- | -------------------------------- |
| 13 agosto | 19.00 | Prima Giornata Uomini (Senior)   |
| 14 agosto | 13.00 | Prima Giornata Donne (Junior)    |
| 14 agosto | 19.00 | Prima Giornata Donne (Senior)    |
| 15 agosto | 13.00 | Prima Giornata Uomini (Junior)   |
| 15 agosto | 19.00 | Seconda Giornata Uomini (Senior) |
| 16 agosto | 13.00 | Seconda Giornata Donne (Junior)  |
| 16 agosto | 18.00 | Seconda Giornata Donne (Senior)  |

## Podi

### Uomini Senior
| Evento                | Oro                 | Punteggio | Argento                   | Punteggio | Bronzo              | Punteggio |
| Concorso individuale  | Blaine Wilson       | 110.050   | John Roethlisberger       | 106.850   | Jason Gatson        | 106.550   |
| Corpo libero          | Jason Gatson        | 9.150     | John Macready             | 9.000     | Jay Thornton        | 8.900     |
| Cavallo con maniglie  | John Roethlisberger | 9.300     | Sanjuan Jones Ken Schiess | 9.050     |                     |           |
| Anelli                | Blaine Wilson       | 9.150     | Christopher Camiscioli    | 8.850     | John Roethlisberger | 8.750     |
| Volteggio             | Blaine Wilson       | 9.650     | Michael Dutka             | 9.500     | Jason Gatson        | 9.450     |
| Parallele simmetriche | Blaine Wilson       | 9.550     | Jim Foody                 | 9.450     | Jason Gatson        | 9.300     |
| Sbarra                | Douglas Stibel      | 9.350     | John Roethlisberger       | 9.150     | John Macready       | 9.000     |

### Donne Senior
| Evento                 | Oro                         | Punteggio | Argento           | Punteggio | Bronzo                           | Punteggio |
| Concorso individuale   | Vanessa Atler Kristy Powell | 74.612    |                   |           | Mohini Bhardwaj                  | 74.212    |
| Volteggio              | Vanessa Atler               | 9.512     | Kristen Maloney   | 9.450     | Mohini Bhardwaj Jeanette Antolin | 9.362     |
| Parallele asimmetriche | Kristy Powell               | 9.550     | Mary Beth Arnold  | 9.400     | Vanessa Atler Jamie Dantzscher   | 9.325     |
| Trave d'equilibrio     | Kendall Beck                | 9.425     | Raegan Tomasek    | 9.400     | Kaitie Dyson                     | 9.375     |
| Corpo libero           | Lindsay Wing                | 9.700     | Dominique Moceanu | 9.600     | Kristen Maloney                  | 9.500     |